# Prażki (gromada)
Prażki (niepoprawnie Prażki-Jakubów) – dawna gromada, czyli najmniejsza jednostka podziału terytorialnego Polskiej Rzeczypospolitej Ludowej w latach 1954–1972.
Gromady, z gromadzkimi radami narodowymi (GRN) jako organami władzy najniższego stopnia na wsi, funkcjonowały od reformy reorganizującej administrację wiejską przeprowadzonej jesienią 1954 do momentu ich zniesienia z dniem 1 stycznia 1973, tym samym wypierając organizację gminną w latach 1954–1972.
Gromadę Prażki siedzibą GRN w Prażkach (Prażkach-Jakubowie) utworzono – jako jedną z 8759 gromad na obszarze Polski – w powiecie brzezińskim w woj. łódzkim, na mocy uchwały nr 29/54 WRN w Łodzi z dnia 4 października 1954. W skład jednostki weszły obszary dotychczasowych gromad Prażki, Teodorów i Zamość ze zniesionej gminy Będków w tymże powiecie. Dla gromady ustalono 11 członków gromadzkiej rady narodowej.
31 grudnia 1959 z gromady Prażki wyłączono wieś i kolonię Zamość włączając je do gromady Czarnocin w powiecie łódzkim, po czym gromadę Prażki zniesiono, a jej (pozostały) obszar włączono do gromad: Będków (wieś i kolonię Prażki oraz kolonie Prażki I, II, III, IV i V) i Łaznów (wieś Teodorów oraz wieś i kolonię Władysławów) w powiecie brzezińskim.